# Metaphycus ericeri
Metaphycus ericeri är en stekelart som beskrevs av Trjapitzin 1967. Metaphycus ericeri ingår i släktet Metaphycus och familjen sköldlussteklar. Inga underarter finns listade i Catalogue of Life.